# Sight & Sound
Sight & Sound – brytyjski miesięcznik o tematyce filmowej wydawany przez Brytyjski Instytut Filmowy (BFI). Wydawany jest od 1932 roku; rok później przejęty został przez BFI. Co dziesięć lat na łamach magazynu publikowana jest, przeprowadzana wśród krytyków, ankieta przedstawiająca najlepsze filmy wszech czasów.
W 1948 roku dyrektorem BFI mianowano Denisa Formana. Kiedy w 1949 roku Gavin Lambert, zaproszony przez Formana do redagowania „Sight & Sound”, dołączył do zespołu, uznawał wówczas periodyk za „śmiertelnie nudny magazyn instytutu”. Na początku lat 50. Forman wraz z Lambertem dokonali przekształcenia Brytyjskiego Instytutu Filmowego. 
W 1952 roku redakcja pisma przedstawiła na łamach tytułu wyniki pierwszej przeprowadzonej wśród 63 międzynarodowych krytyków ankiety, która przedstawiała listę 10 najlepszych filmów wszech czasów. Plebiscyt przeprowadzono dzięki współpracy z BFI. Do 1952 roku pismo publikowane było co kwartał. Po kilku dekadach działalności tytułu, począwszy od 1955 roku, gdy Forman i Lambert opuścili Brytyjski Instytut Filmowy, „Sight & Sound” urósł do rangi uznanego na arenie międzynarodowej czasopisma filmowego.
W latach 1956–1990 czasopismo było prowadzone przez redaktorkę naczelną, Penelope Houston. Od 1990 roku wydawane jest jako miesięcznik.